# Zonantes mississippiensis
Zonantes mississippiensis är en skalbaggsart som beskrevs av Floyd G. Werner 1990. 
Zonantes mississippiensis ingår i släktet Zonantes och familjen ögonbaggar. Inga underarter finns listade i Catalogue of Life.